# 加利西哥
加利西哥（英語：Calexico，/kəˈlɛksɪkoʊ/）是美国加利福尼亚州因皮里尔县的一个城市。因该市位于加利福尼亚和墨西哥的边境，所以得名加利西哥，与其在墨西哥的姐妹城市墨西加利隔界相望。2010年人口普查为38,572人。
该城市位于圣迭戈以东196公里，尤马以西100公里。该市每年的3月25日都会举行盛大的墨西哥街头乐队节庆。

## 教育

### 大学与学院
1. 圣地亚哥州立大学帝王谷分校
2. 帝王谷学院

除此之外还有超过20家的职业培训学校。